# Пиндские говоры

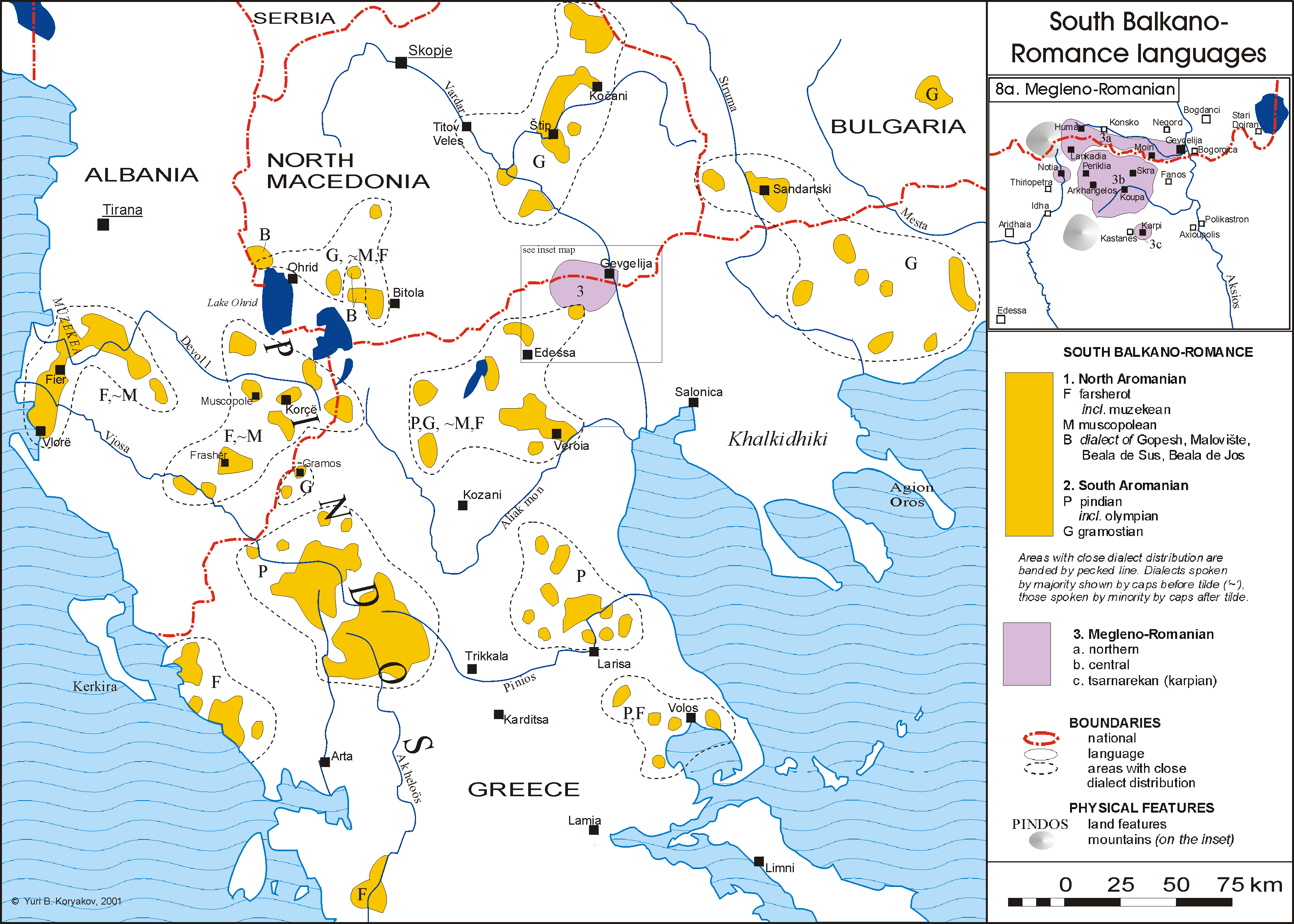
Ареал пиндских говоров на карте распространения арумынского и мегленорумынского языков

Пи́ндские го́воры (также пиндский диалект) — говоры арумынского языка, распространённые главным образом в селениях горного массива Пинд в Греции. Входят вместе с грамостянскими и олимпскими говорами в южноарумынскую диалектную зону, противопоставленную североарумынской зоне, включающей фаршеротские, москопольские и мюзекерские говоры, а также говоры Гопеша, Муловиште, Бяла де Сус и Бяла де Жос.
Область распространения пиндских говоров образует самый обширный и компактный арумынский ареал, который размещается в северо-западной Греции в горных районах Пинда. Рассеянные островные ареалы, меньшие по охвату, расположены также и в других районах Греции — в Фессалии и Греческой Македонии. Чёткие диалектные границы пиндских с другими арумынскими говорами отсутствуют.
Носители пиндских говоров образуют особую группу арумын («племенную ветвь»). В отличие от фаршеротов или грамостян этноним «пиндцы» (pindeni) малоупотребителен среди самих арумын. Данный этноним имеет искусственное происхождение и используется прежде всего в научных исследованиях. В целом у арумын слабо развито национальное самосознание, а осознание языкового единства полностью отсутствует, некоторые арумыны полагают, что говорят на диалекте греческого или других языков народов, в окружении которых они живут. Пиндское происхождение имеет группа арумын-олимпцев, носителей обособленных олимпских говоров.
Согласно классификации арумынского языка, предложенной К. Мариоцяну, пиндские говоры включаются в группу не фаршеротских диалектов (A-диалектов), объединяющих все арумынские диалекты, кроме фаршеротских (F-диалектов). Согласно классификации Т. Капидана пиндские говоры включены в южноарумынскую диалектную зону.
Пиндские говоры разделяют все диалектные явления, характерные для южноарумынского ареала:
- противопоставление фонем /ǝ/ и /ɨ/;
- сохранение дифтонгов e̯a, o̯a;
- сохранение неслоговых конечных гласных [i] и [u].

Кроме того, только для пиндских говоров характерна возможность произношения [i] после [t͜s], [d͜z] в пиндских говорах при образовании форм множественного числа существительных и 2-го числа единственного числа глаголов: văţi «коровы», duţi «ведёшь».